# Badi Assad
Badi Assad es el nombre artístico de Mariângela Assad Simão, (São João da Boa Vista, 1966) es una guitarrista, cantante, percusionista y compositora brasileña. Se ha especializado en los estilos de jazz y worldbeat. 

## Biografía
Proviene de una familia de gran tradición musical. Su padre, Jorge Assad, de ascendencia libanesa, toca el bandolim (mandolina), y sus dos hermanos mayores, Sergio Assad y Odair Assad, son guitarristas y forman el Dúo Assad.
Badi Assad estudió guitarra clásica en la universidad de Río de Janeiro y ganó el Concurso joven de los instrumentistas en Río de Janeiro en 1984. En 1986, se unió a la Orquesta de guitarras de Río de Janeiro, dirigida por el guitarrista Turíbio Santos. En 1987, le nombraron "mejor Guitarrista brasileño" en el Festival internacional Villa-Lobos. Antes de 1987, ella había actuado en Europa, Israel y Brasil con el guitarrista Françoise-Emmanuelle Denis bajo el nombre de Dúo Romantique. En 1995, Assad era elegida mejor Guitarrista acústico, por los redactores de la revista Guitar Playerin.

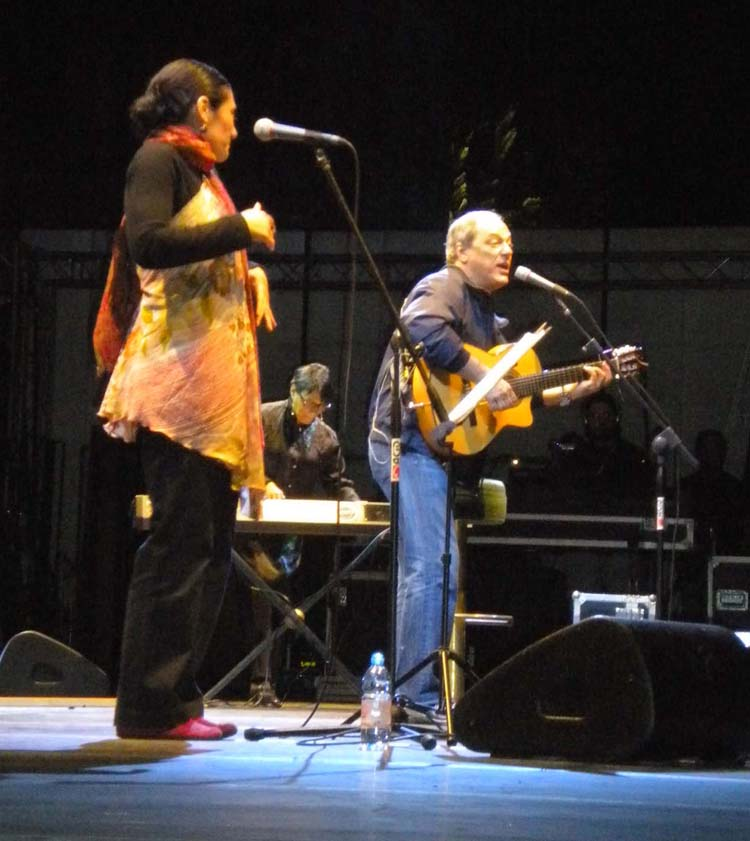
Badi Assad en duo con Toquinho en Cremona, Italia, 5 de agosto de 2010.

Ha tocado y grabado con muchos artistas notables, especialmente del ámbito del jazz, incluyendo el percusionista Cyro Baptista, los guitarristas Pat Metheny y John Abercrombie, Stephen Kent, etcétera.

## Espectáculos relevantes
- 1988: Antagonismus, espectáculo escrito por Badi Assad, donde participó como guitarrista, cantante, actriz y bailarina.
- Mulheres de Hollanda [Mujeres de Holanda] - musical escrito por Tatiana Cobbett, basado en las obras de Chico Buarque de Holanda.
- 1992: Heineken Concert (con Raul de Souza, Heraldo do Monte y Roberto Sion)
- 1993: Heineken Concert (con Rafael Rabello, Dori Caymmi y Marisa Monte)

## Discografía
- 1989 Danca do Tons (Dance of Sounds) (Crescente Produções)
- 1994 Solo (Chesky Records)
- 1996 Rhythms (Guitar Player's "Best Classical Album of the Year") (Chesky Records)
- 1995 Juárez Moreira & Badi Assad (Centro Cultural Banco do Brasil)
- 1997 Echos of Brazil (Chesky Records)
- 1998 Chameleon (Polygram Records)
- 2003 Three Guitars (Chesky Records)
- 2004 Ondas
- 2003 Danca das Ondas (Gha)
- 2004 Verde (Edge Music/Deutsche Grammophon)
- 2006 Wonderland (Edge Music/Deutsche Grammophon)
- 2012 Amor e Outras Manias Crônicas (YB Music)
- 2013 Between Love and Luck (Quatro Ventos)
- 2014 Cantos de Casa (Quatro Ventos)
- 2015 Hatched (Quatro Ventos)
- 2015 Two Worlds One
- 2016 Singular